# Gentiana viatrix
Gentiana acaulis és una espècie de planta fanerògama que pertany a la família de les gencianàcies (Gentianaceae). És coneguda a la Xina amb el nom xinès 五叶龙胆 wu ye long dan.

## Descripció
És una planta perenne de 8 a 15 cm d'alçada. Les seves tiges són ascendents, simples, papil·lades. Les fulles estan poc desenvolupades en una roseta basal. El limbe foliar és triangular de 3 a 7 x 1 a 1,5 mm, és membranosa i el seu àpex és agut. Les fulles de la tija són sèssils, en verticils de 5 (o 6), més grans cap a l'àpex, fulles superiors que envolten el calze, base connada durant 2-3 mm, marge llis, àpex obtús, vena mitjana diferent. Les fulles de la tija inferior són marcides a l'antesi, lineal-espatulades, de 2 a 3 × 1 a 1,5 mm; les fulles mitjanes superiors són lineales a lineal-lanceolades, 5 a 7 × 1,5 a2 mm, àpex acuminat.
Les flors terminals són solitàries, sèssils, amb cinc petals. El tub del calze és estretament obcònic, 6 a 8 mm; lòbuls lineal-espatulats, 4 a 4,5 mm, herbacis, base estreta, marge llis, àpex obtús, vena mitjana diferent. La corol·la és blava, amb vetes blaves fosques, estretament obcònica, de 3,5 a 5 cm; lòbuls àmpliament triangulars, 2 a 3 mm, marge sencer, àpex obtús amb una punta caudada d'1 a 2 mm; els plecs són àmpliament ovades, 1-1,5 mm, marge erosionat, àpex obtús. Els estams estan inserits a la part basal del tub de la corol·la, els filaments consten de 8 a 10 mm, les anteres són estretament el·lipsoides, de 2 a 2,5 mm. L'ovari és estretament el·lipsoide de 0,9 a 1,1 cm; el ginòfor fa d'entre 1,1 a 1,5 cm. L'estil fa d'entre 5 a 7 mm amb els lòbuls de l'estigma que és lineal.
Floreix entre juliol i setembre.

## Distribució i hàbitat
Gentiana viatrix és nativa nord i oest de província xinesa de Sichuan i creix en prats alpins i en marges forestals entre els 3400 fins als 4800 m.

## Taxonomia
Gentiana viatrix va ser descrita per Karl August Harald Smith i publicat a Bulletin of Miscellaneous Information, Royal Gardens, Kew, a l'any 1937.
Etimologia
Gentiana: Segons Plini el Vell i Dioscòrides Pedaci, el seu nom deriva del de Genci, rei de Il·líria en el segle ii, a qui s'atribuïa el descobriment del valor curatiu de la Gentiana lutea.
viatrix: epítet llatí que significa "viatger" i "viatjador".